# Shinbutsu bunri

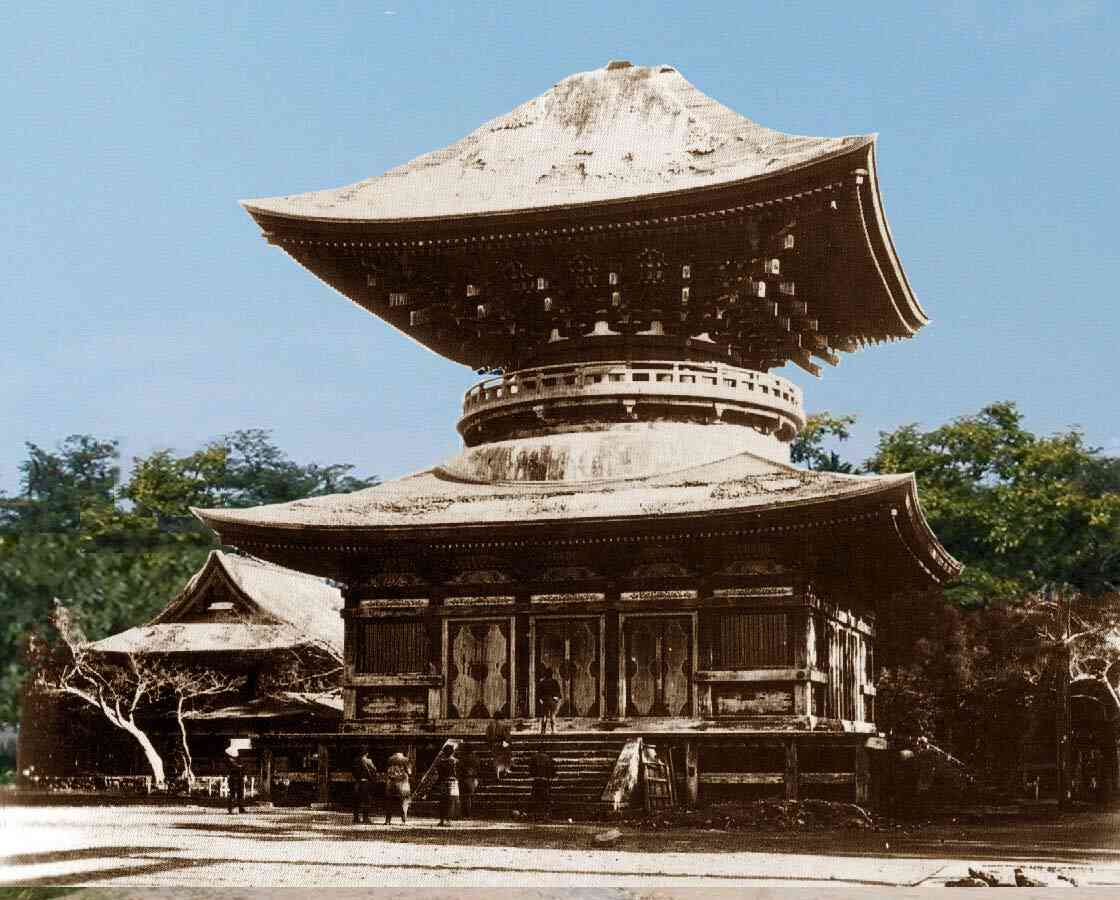
Una pagoda buddista (un Yakushi-dō (薬 師 堂) pressi il santuario Tsurugaoka Hachiman-gū a Kamakura prima dello shinbutsu bunri

Il termine giapponese shinbutsu bunri (神仏分離?) indica la separazione dello Shinto dal Buddismo, introdotta dopo la Restaurazione Meiji che separava i kami scintoisti dai buddha, e anche i templi buddisti dai santuari shintoisti, che erano originariamente amalgamati. È una frase yojijukugo.

## La situazione prima del 1868
Fino alla fine del periodo Edo, nel 1868, lo Shintoismo e il Buddismo erano intimamente connessi in quello che veniva chiamato shinbutsu-shūgō (神 仏 習 合), al punto che gli stessi edifici venivano spesso utilizzati sia come santuari shintoisti che come templi buddisti e divinità shintoiste sono stati interpretati come manifestazioni di Buddha. Tuttavia, la tendenza ad opporsi al Buddismo come importazione straniera e a sostenere lo Shinto come religione nativa può essere vista già durante la prima era moderna, in parte come reazione nazionalistica. In senso lato, il termine shinbutsu bunri indica gli effetti del movimento anti-buddista che, dalla metà del periodo Edo in poi, ha accompagnato la diffusione del confucianesimo, la crescita degli studi sull'antica letteratura e cultura giapponese (kokugaku), e l'ascesa del nazionalismo shintoista, tutti questi movimenti avevano ragioni per opporsi al buddismo.

## Politica del governo Meiji
In un senso più stretto, lo shinbutsu bunri si riferisce alla politica di separazione tra Shinto e Buddismo perseguita dal nuovo governo Meiji con l'Ordine di separazione di Kami e Buddha (神仏判然令?, Shinbutsu Hanzenrei) del 1868. Questo ordine ha innescato l'haibutsu kishaku, un violento movimento anti-buddista che ha causato la chiusura forzata di migliaia di templi, la confisca della loro terra, il ritorno forzato di molti monaci per abbandonare la loro vita o la loro trasformazione in sacerdoti shintoisti e la distruzione di numerosi libri, statue e altri manufatti buddisti. Persino le campane di bronzo venivano sciolte per fabbricare cannoni. Tuttavia, il processo di separazione si fermò nel 1873, l'intervento del governo a sostegno dell'ordine fu rallentato, e anche oggi la separazione è ancora solo parzialmente completata: molti importanti templi buddisti conservano piccoli santuari dedicati al kami tutelare scintoista e a figure buddiste, come la dea Kannon, sono riveriti nei santuari shintoisti. La politica fallì nei suoi obiettivi a breve termine e alla fine fu abbandonata, ma ebbe successo a lungo termine nella creazione di un nuovo status quo religioso in cui lo scintoismo e il buddismo sono percepiti come diversi e indipendenti.

## Dettagli della politica
Il nuovo governo che prese il potere nel 1868 vide lo shinbutsu bunri come un modo per ridurre l'immensa ricchezza e il potere delle sette buddiste. Allo stesso tempo, doveva dare allo Shinto, e specialmente al suo culto dell'Imperatore, il tempo di diventare un veicolo efficace per il nazionalismo.
Un primo ordine emesso dal Jingijimuka nell'aprile del 1868 ordinò la sconsacrazione degli shasō e dei bettō (i monaci del santuario che eseguivano i riti buddisti nei santuari shintoisti).
Alcuni giorni dopo, i Daijōkan bandirono l'applicazione della terminologia buddista come il gongen ai kami giapponesi e la venerazione delle statue buddiste nei santuari.
Poi venne il divieto di applicare il termine buddista Daibosatsu (Grande Bodhisattva) al sincretico kami Hachiman nei santuari Iwashimizu Hachiman-gū e Usa Hachiman-gū.
Nella fase finale, in tutti i templi buddisti vennero desacralizzate le figure religiose dei bettò e degli shasō e fu detto loro di diventare "sacerdoti del santuario" (kannushi) e tornare quindi ai loro santuari. Inoltre, ai monaci della setta Nichiren è stato detto di non fare riferimento a alcune divinità come i kami.

## Conseguenze della politica
Alla fine la campagna non riuscì a distruggere l'influenza del buddismo sul popolo giapponese, che aveva ancora bisogno di funerali, tombe e riti ancestrali, tutti servizi tradizionalmente forniti dal buddismo. Il primo tentativo dello stato di influenzare la vita religiosa quindi portò al fallimento. Nel 1873, il governo ammise che lo sforzo di elevare lo Shinto al di sopra del Buddismo era fallito. Tuttavia, il governo aveva causato la diffusione dell'idea che lo shintoismo fosse la vera religione dei giapponesi, finalmente rivelata dopo essere rimasta a lungo nascosta dietro il buddismo.
Negli ultimi anni molti storici sono arrivati a credere che il sincretismo di kami e buddha (shinbutsu-shūgō) fosse autenticamente giapponese. Il governo ha avuto successo nel creare l'impressione che lo shintoismo e il buddismo in Giappone fossero religioni completamente indipendenti. Oggi la maggior parte dei giapponesi non sa che alcune delle loro consuete pratiche religiose non possono essere comprese al di fuori del contesto del sincretismo di kami e buddha. Nel discutere alcuni templi buddisti giapponesi dedicati al culto di Kami Inari, la studiosa shintoista Karen Smyers commenta:

## Haibutsu kishaku
Sebbene il governo non ordinasse esplicitamente la chiusura dei templi, la distruzione delle proprietà buddiste o lo spogliare i preti e le monache buddiste, questi erano spesso interpretati come sottintesi, e il movimento haibutsu kishaku si diffuse presto in tutto il paese. La politica dello shinbutsu bunri era essa stessa la causa diretta di gravi danni a importanti proprietà culturali. Poiché la miscelazione delle due religioni era ormai vietata, santuari e templi dovevano necessariamente regalare alcuni dei loro tesori. Per esempio, i giganti Niō (仁王?), statue di legno di guardiani, all'ingresso del santuario Tsurugaoka Hachiman-gū, a Kamakura, erano oggetti di culto buddista e quindi illegali là dove erano, quindi furono venduti al Jufuku-ji, dove si trovano ancora oggi. Il santuario doveva anche distruggere gli edifici legati al buddismo, per esempio la sua torre tahōtō, il suo midō (御堂?), e il suo shichidō garan (七堂伽藍?). Molti templi buddisti furono semplicemente chiusi, ad esempio il Zenkō-ji, a cui apparteneva l'ormai indipendente Meigetsu-in.
Un'altra conseguenza della politica è stata la creazione delle cosiddette "tradizioni inventate". Per evitare la distruzione di materiale illegale secondo le nuove regole, i sacerdoti shintoisti e buddisti inventarono tradizioni, genealogie e altre informazioni che giustificavano la sua presenza. Successivamente, la consapevolezza della loro origine fu spesso persa, causando una notevole confusione tra gli storici.